# Aeroportul Boundary Bay
Aeroportul Boundary Bay (IATA: YDT, ICAO: CZBB) este un aeroport din Columbia Britanică, Canada ce deservește zona Delta⁠(d). Aeroportul a fost tranzitat în 2017 de 0 pasageri. A fost deschis în 11 iulie 1983 și numit după Boundary Bay⁠(d).
Situat la o altitudine de 2 m, aeroportul dispune de o singură pistă.